# Енн із Шелестких Тополь
«Енн із шелестких Тополь» — четверта книга із циклу про життя Енн Ширлі, який складається з восьми романів. Події розгортаються на Острові Принца Едварда, в селі Ейвонлі. Авторка: Люсі Мод Монтгомері. Дата публікації: 1936 рік.

## Сюжет
Енн Ширлі уже випускниця коледжу, опісля отримує посаду директорки школи в містечку Саммерсайд. «Шелесткі Тополі» — старовинний дім, який винаймає Енн. Робочі будні, коханий, із яким незабаром має побратися героїня. Але окрім роботи та кохання, її спіткає неприємність із боку родини Прінглів. Через це вона навіть подумуватиме, чи не залишити улюблене містечко. Але доля вирішує інакше: Енн несподівано знаходить справжню дружбу з ворогами в нещодавньому минулому. Сусідка Елізабет також виявляє неабияку приязнь до Енн, а згодом героїня заприятелює з Кетрін, на котру матиме такий вплив, що здатен змінити життя дівчини. Врешті Енн таки повернеться до Ейвонлі.

## Видання українською
Визнання української аудиторії цикл книжок про Енн Ширлі здобув завдяки перекладам Анни Вовченко, які побачили світ у львівському видавництві «Урбіно».
- Монтгомері Л.-М. Енн із Шелестких Тополь. — Львів: Урбіно, 2016. — 288 с. — ISBN 978-966-2647-17-4

## «Енн» і туристична індустрія
Зелені Дахи — це назва фермерського господарства 19-го століття у Кавендіші (Острів Принца Едварда, Канада). Це одна з найвідоміших пам'яток в Канаді, що пов'язані з літературою. Будинок був офіційно визнаний Національно-історичною пам'яткою Канади у 1985 році, маєток розташований на території Національного парку Острів Принца Едуарда. Популярність авторки та персонажів її книг активно використовується туристичною індустрією канадської провінції Острів Принца Едварда. У туристичні маршрути включено відтворений хутір-музей Green Gables, «населений» персонажами роману. У театрах йдуть мюзикли за книгами Монтгомері. Туристам радять відвідати шоколадний магазин, де «колись купувала цукерки сама Люсі Мод» тощо.

## Інші книги про Енн Ширлі
| # | Назва книги                   | Дата публікації | Вік Енн Ширлі |
| 1 | Енн із Зелених Дахів          | 1908            | 11-16         |
| 2 | Енн із Ейвонлі                | 1909            | 16-18         |
| 3 | Енн із Острова Принца Едварда | 1915            | 18-22         |
| 4 | Енн із Шелестких Тополь       | 1936            | 22-25         |
| 5 | Енн у Домі Мрії               | 1917            | 25-27         |
| 6 | Енн із Інглсайду              | 1939            | 34-40         |
| 7 | Діти з Долини Райдуг          | 1919            | 41            |
| 8 | Рілла з Інглсайду             | 1921            | 49-53         |

| # | Назва книги                       | Дата публікації | Вік Енн Ширлі |
| — | Ейвонлійські хроніки              | 1912            | —             |
| — | Ейвонлійські хроніки. Продовження | 1920            | —             |
| — | The Blythes Are Quoted            | 2009            | —             |